# Pterolophia fasciolata
Pterolophia fasciolata är en skalbaggsart som först beskrevs av Leon Fairmaire 1895.  Pterolophia fasciolata ingår i släktet Pterolophia och familjen långhorningar. Inga underarter finns listade i Catalogue of Life.